# Fredrik Böök
Martin Fredrik Christofferson Böök, född 12 maj 1883 i Kristianstad, död 2 december 1961 i Lund, var en svensk litteraturhistoriker (professor i litteraturhistoria vid Lunds universitet 1920–1924), författare och kritiker. Han var ledamot av Svenska Akademien  (stol nr 10) från 1922 fram till sin död liksom av dess Nobelkommitté 1929–1950.

## Biografi
Fredrik Böök var son till skomakarmästaren Mårten Christofferson och Maria Böök. Han blev student 1901, filosofie kandidat vid Lunds universitet 1903, filosofie licentiat och docent i litteraturhistoria 1907 samt filosofie doktor 1908. Böök var ordförande i Lunds studentkår 1906–1907. År 1920 blev han professor i litteraturhistoria vid Lunds universitet, men han lämnade professuren redan 1924.
Böök var, vid sidan av Henrik Schück, under decennier den mest inflytelserike svenske litteraturvetaren och kritikern i Sverige. Han blev chef för Svenska Dagbladets kulturavdelning 1923.
Böök gifte sig den 15 maj 1907 med Tora Olsson (1885–1987), dotter till skomakarmästaren Per Olsson och Elna Olsson, född Göransson. Parets son Klas Böök (1909–1980) blev riksbankschef och sedan ambassadör, sonen Staffan Böök (1913–1978) direktör och dottern Gunnela Böök-Hederström (”Sickan”) (1917–2019) röntgenläkare samt dottern Viveka Böök (1920–2020) psykoanalytiker verksam i Tyskland. Det fanns ytterligare en dotter, Karin, som föddes då Fredrik Böök fortfarande gick i gymnasiet. Karin upptogs senare i den Böökska familjen.
Fredrik Bööks grav återfinns på Förslövs kyrkogård, längst bort på den norra delen av kyrkogården.

## Tyskvännen

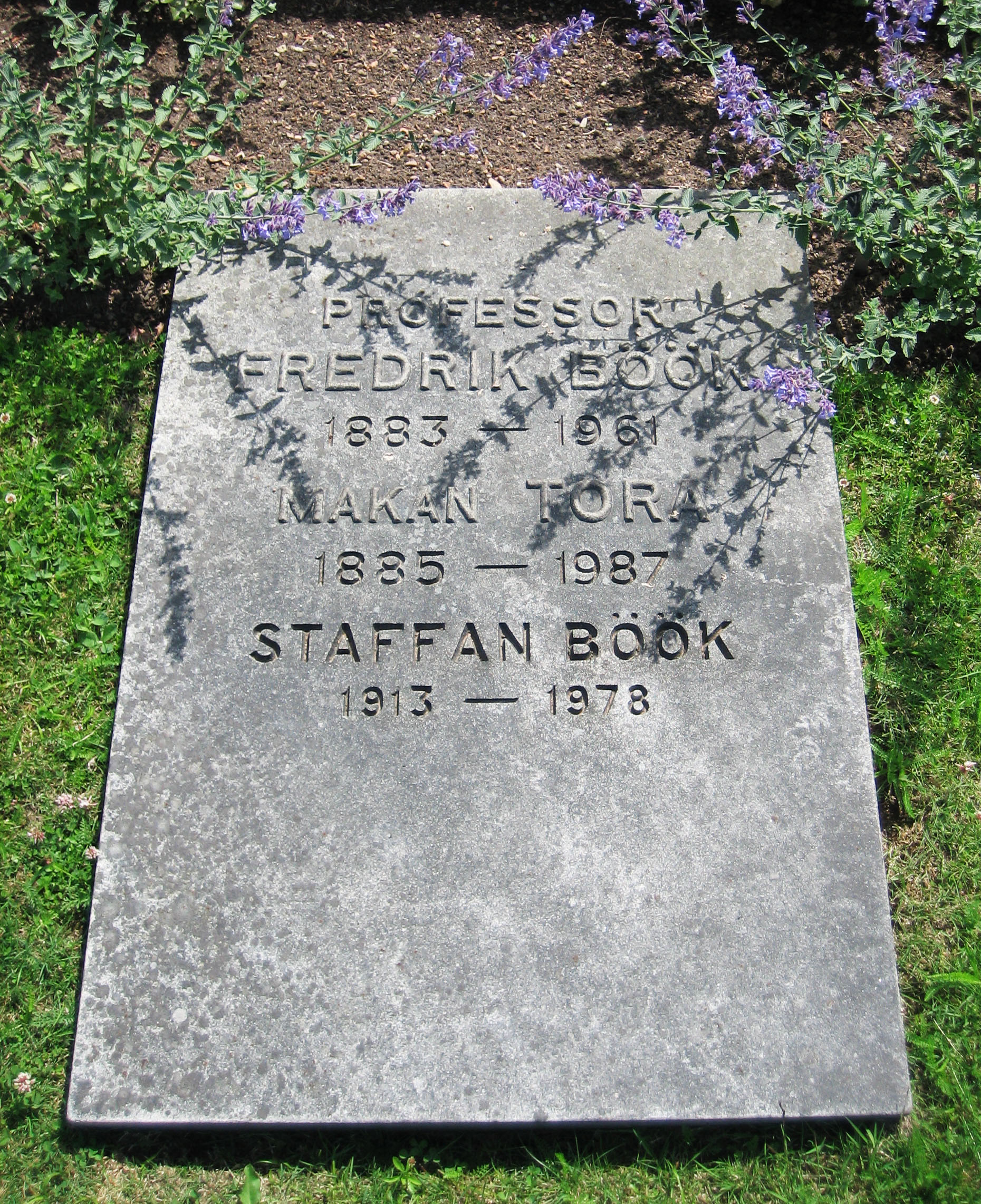
Fredrik Bööks gravsten på Förslövs kyrkogård.